# دوربین اسباب‌بازی

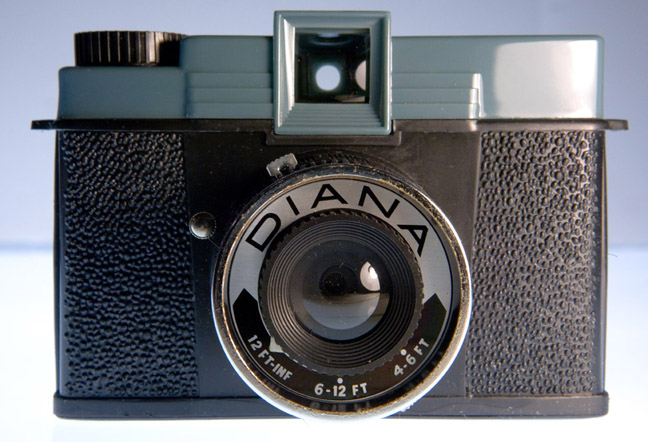
دوربین اصلی دیانا در سالهای ۱۹۶۰ و ۱۹۷۰ در هنگ کنگ ساخته شده‌است. نسخه‌های Diana + و Diana F + در حال حاضر توسط Lomography تولید می‌شوند.

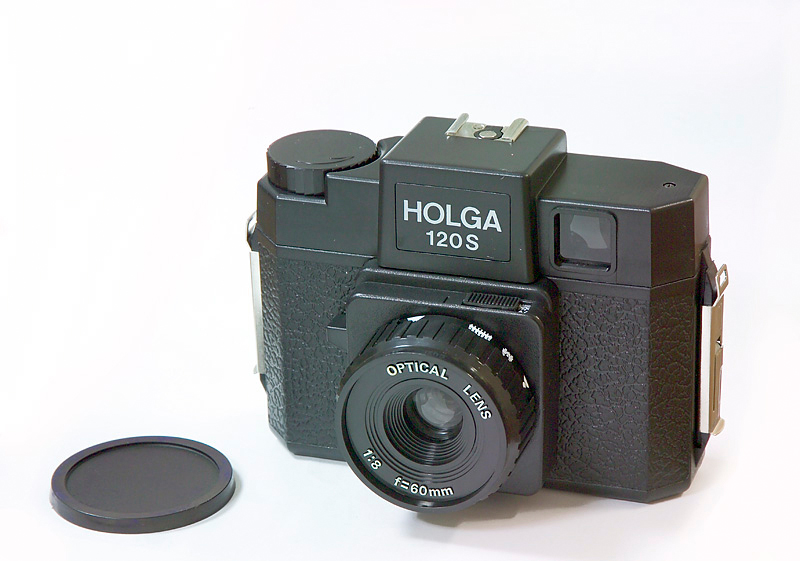
دوربین هولگای هنگ کنگ با فیلم ۱۲۰، که عکس با قطع متوسط می‌گیرد.

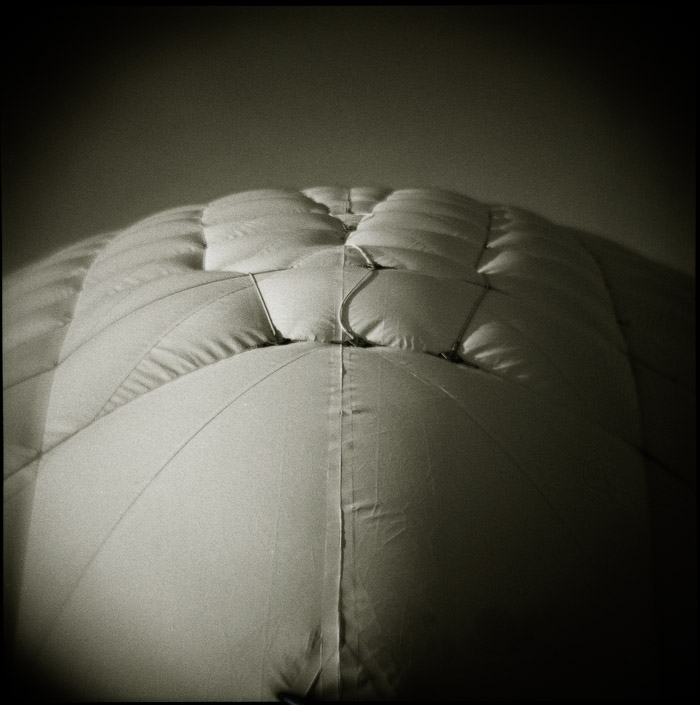
عکسی که با یک هولگا گرفته شده‌است.

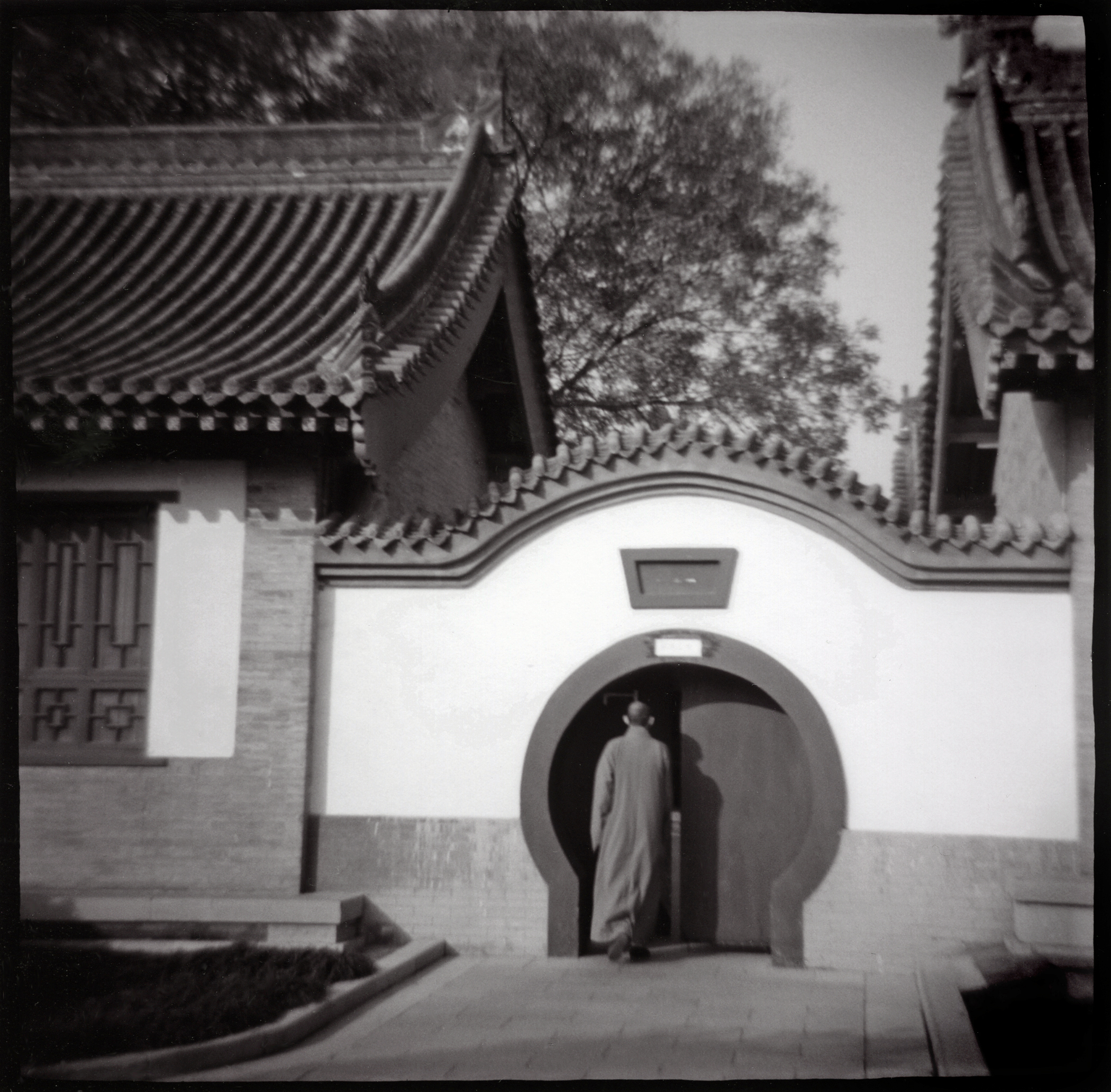
عکسی (معبد Da Ci'en، شیان، چین) که با دوربین دیانا گرفته شده‌است. وینیتینگ معمولی و اینهرنت مات در عکس دیانا مشخص است.

در زمینۀ عکاسی، دوربین اسباب‌بازی یک دوربین با فیلم ساده و ارزان‌قیمت است.
برخلاف نامش، این دوربین‌ها کاملاً کاربردی هستند و می‌توانند عکس بگیرند، اگرچه به دلیل محدودیت‌های لنزهای ساده، انحراف نوری دارند. از دهه ۱۹۹۰ به بعد، علاقه به استفاده هنری از چنین دوربین‌هایی وجود دارد؛ هم دوربین‌هایی مثل دیانا که برای کودکان طراحی شده‌اند، و هم دوربین‌های دیگری که در اصل به عنوان دوربین‌های مصرفی، به‌طور انبوه در بازار تولید می‌شوند، مانند Lomo LC-A، Lubitel و Holga.
بسیاری از عکاسان حرفه‌ای از دوربین‌های اسباب‌بازی استفاده کرده و از وینیتینگ، تاری، نشت نور و سایر واپیچش‌های لنزهای ارزان‌قیمت خود برای ایجاد افکت‌های هنری و گرفتن عکس‌هایی که برنده جایزه می‌شوند استفاده کرده‌اند. عکاس‌های گرفته شده با دوربین اسباب بازی به‌طور گسترده در بسیاری از نمایشگاه‌های هنری محبوب، مانند نمایشگاه سالانه «Krappy Kamera» در گالری عکس سوهو در محله ترایبکا شهر نیویورک به نمایش گذاشته شده‌اند. نشریات مختلفی مانند مجلۀ عکاسی معروف، دوربین دیانا را به عنوان یک تولیدکننده تصاویر هنری معرفی می‌کند.